# Щуцкое
Щуцкое (укр. Щуцьке) — село в Доманёвском районе Николаевской области Украины.
Население по переписи 2001 года составляло 81 человек. Почтовый индекс — 56445. Телефонный код — 5152. Занимает площадь 0,613 км².

## Местный совет
56445, Николаевская обл., Доманёвский р-н, с. Прибужье, ул. Акмечетская, 50